# تلسکوپ فضایی اسپیتزر
تلسکوپ فضایی اسپیتزر (SST اس‌اس‌تی) یک تلسکوپ فضایی در آغاز (SIRTF اس‌آی‌آرتی‌اف) در طول موج مادون قرمز بود. این چهارمین و آخرین مرحله از پروژهٔ تلسکوپ‌های بزرگ فضایی ناسا بود. تلسکوپ پروژهٔ ۸۰۰ میلیون دلاری اسپیتزر در دوشنبه ۲۵ اوت ۲۰۰۳ در ۱:۳۵:۳۹ (EDT) از پایگاه نیروی هوایی کیپ کاناورال با موشک دلتا ۲ ۷۹۲۰H ELV rocket پرتاب شد.
قطر آینه اصلی اسپیتزر ۸۵ سانتیمتر است، f/۱۲ (به معنی فاصله کانونی ۱۲ برابر قطر آینه است) و از برلیم ساخته شده است و تا ۵٫۵ کلوین سرد شده است. تلسکوپ برای دوسال و نیم کار در دمای منفی ۲۶۸ درجه سانتی‌گراد طراحی شده‌بود. اما تانک هلیم مایع آن توانست بیش از ۵ سال عمر کند و سرانجام در بهار سال ۲۰۰۹ از کار افتاد. اما پژوهشگران آزمایشگاه پیش‌رانش جت (JPL) در دانشگاه کلتک که اتاق فرمان اسپیتزر در آنجا قرار دارد، توانستند با تغییر در ساختار پروژه همچنان از دستگاه‌های تصویربرداری فروسرخ (IRAC) اسپیتزر استفاده کنند. به‌این‌ترتیب اسپیتزر وارد فاز جدیدی از مأموریت خود شد که Spitzer Warm Mission نام دارد. در این فاز گرم، دمای تلسکوپ منفی ۲۴۳ درجه سانتی‌گراد بود. از آن زمان تا بیش از ۱۰ سال بعد، اسپیتزر توانست نقش مهمی در کشف سیاره‌های فراخورشیدی داشته باشد.
مداری که اسپیتزر دنبال می‌کند مدار معمول مدار زمین‌مرکزی نیست بلکه یک مدار خورشید مرکزی است و در نتیجه این تلسکوپ سالانه ۰٫۱ واحد نجومی از زمین دور می‌شود.
تیمی از ستاره‌شناسان تا سال ۲۰۱۰، با مسّاحی وسیع آسمان، موسوم به «نقشه‌برداری گستردهٔ فروسرخ فراکهکشانی اسپیتزر» (SWIRE)، بخش پهناوری از آسمان را که شاید بتوان با ۲۵۰ قرص ماه کامل آن را پوشاند، رصد کرد. در این رصد کهکشان‌های بسیار باستانی از جمله یک خوشه کهکشانی به نام CLG J02182-05102 کشف شدند.
سرانجام تلسکوپ فضایی اسپیتزر در ۳۰ ژانویه ۲۰۲۰ ری‌استارت شد و در حالت Safe Mode بالا آمد و برای همیشه ارتباطش با مرکز زمینی قطع شد.

## نام‌گذاری
اسپیتز، قرار بود با شاتل فضایی به فضا پرتاب شود. برای همین ابتدا اسمش «تجهیزات رصدخانه‌ای زیرسرخ شاتل» بود. اما در دهه ۱۹۹۰ معلوم شد که با توجه به تجهیزات و آشکارسازهای این تلسکوپ و مداری که باید در آن قرار بگیرد و همین‌طور وزن کمتر آن، موشک‌های سری دلتا، گزینه بهتری برای پرتاب آن است. برای همین ابتدا لغت شاتل در اسم آن، جایش را به فضا داد. سپس اسمش به «اسپیتزر» تغییر پیدا کرد.
لایمن اسپیتزر، فیزیک‌دان نظری بود که در سال‌های پس از جنگ جهانی به‌خاطر تحقیقاتش در زمینه فیزیک پلاسما، مشهور شد و سرانجام مدال ملی علوم را در سال ۱۹۷۹ دریافت کرد. اسپیتزر یکی از اولین کسانی بود که در مقاله‌ای که توسط اتاق فکر مشهور «رند کورپوریشن» منتشر شد، اعلام کرد که تجهیزات رصدخانه‌ای باید به فضا منتقل شده و ایده رصدخانه فضایی را توسعه داد. به‌همین خاطر سرانجام در سال ۲۰۰۰ و سه سال بعد از مرگش، نامش روی یکی از بزرگ‌ترین و مهم‌ترین تلسکوپ‌های فضایی تاریخ قرار گرفت.

## تجهیزات

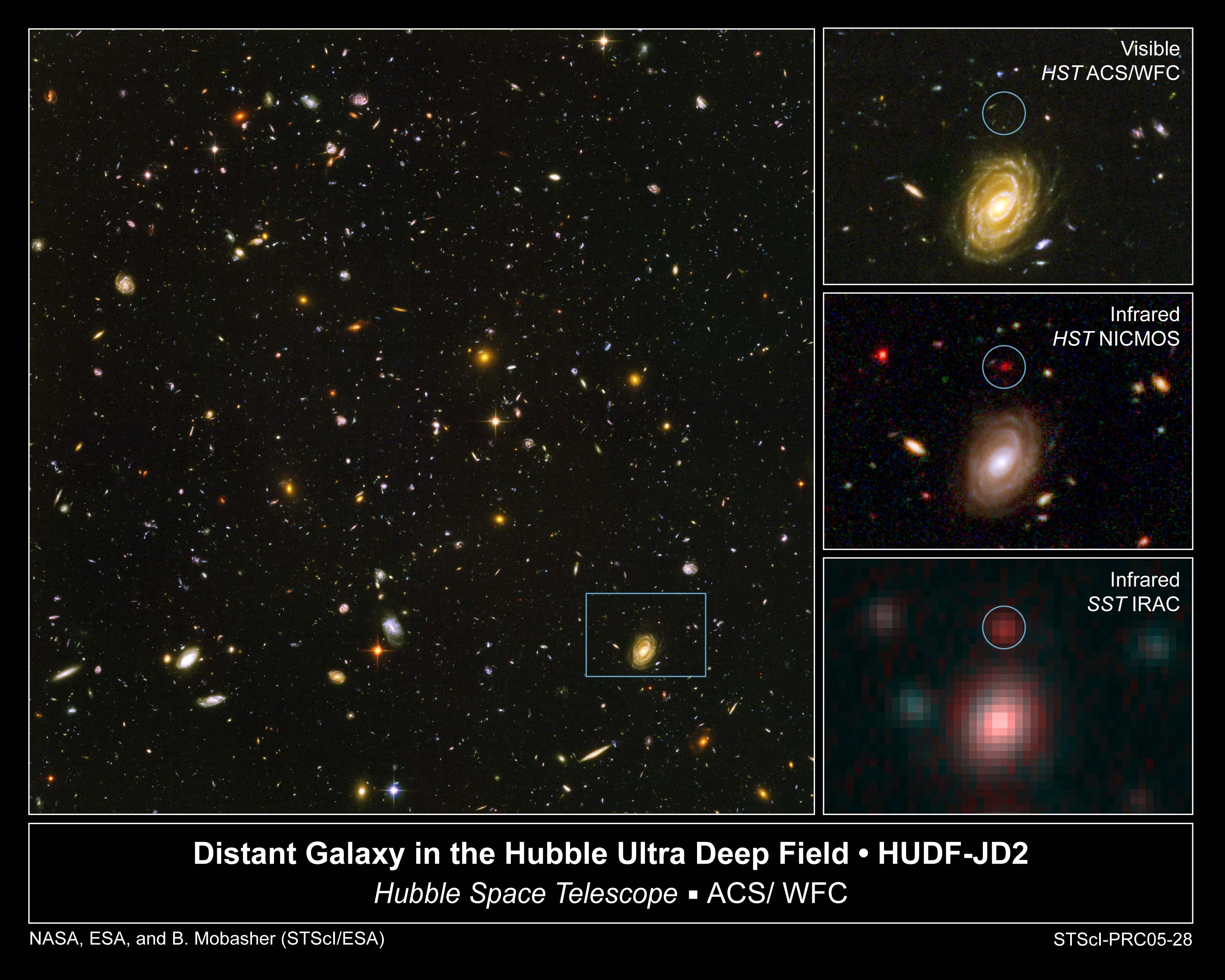
تلسکوپ فضایی اسپیتزر

روی اسپیتزر، سه دوربین نصب شده‌بود. اولین دوربین «آرایه زیرسرخ» (IRAC) نام داشت. این دوربین توسط مرکز اخترفیزیک هاروارد-اسمیتسونین طراحی شده بود. در طول موج‌های ۳ تا ۸ میکرون عکاسی می‌کرد و آشکارساز آن ۲۵۶ در ۲۵۶ پیکسل رزولوشن داشت.
دوربین دوم طیف‌نگار زیرسرخ (IRS) نام داشت. این دستگاه را دانشگاه کرنل طراحی کرده‌بود و در طول موج‌های چند ده میکرون عمل می‌کرد. آشکارساز این دوربین هم ۱۲۸ در ۱۲۸ پیکسل، رزولوشن داشت. دوربین سوم فوتومتر چند بانده (MIPS) بود. این دوربین هم در طول موج‌های چند ده میکرون کار می‌کرد و در دانشگاه آریزونا توسعه پیدا کرده‌بود.

## نگارخانه

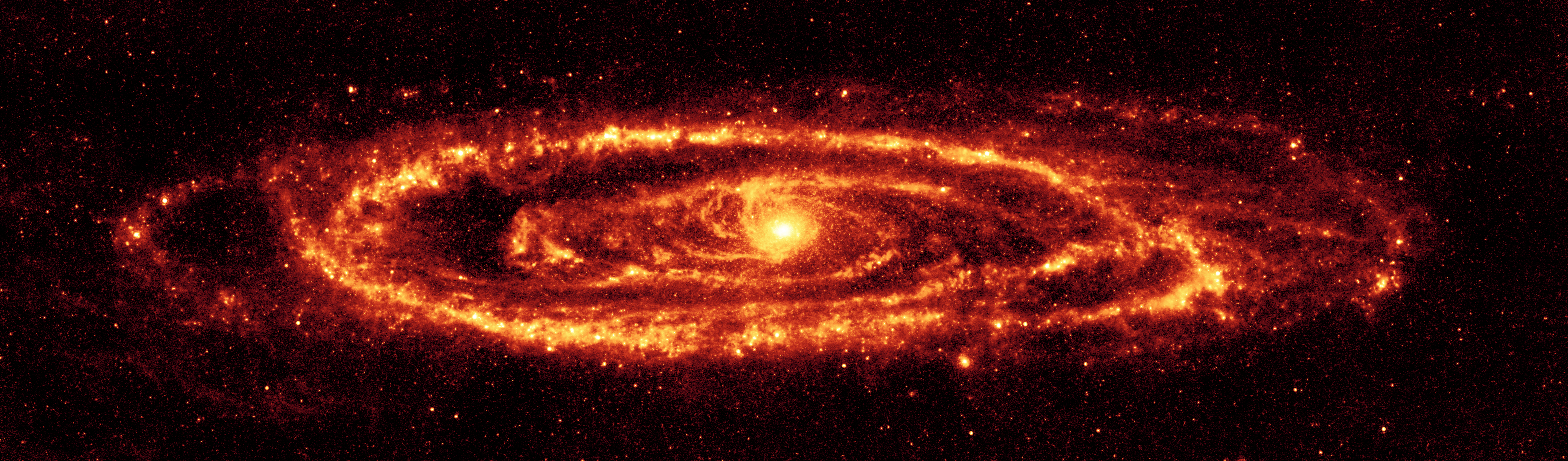
تصویر کهکشان آندرومدا (M۳۱) گرفته شده توسط اسپیتزر در مادون قرمز، MIPS, ۲۴ میکرومتر (سازنده:ناسا/JPL-کلتک/K. Gordon (دانشگاه آریزونا)

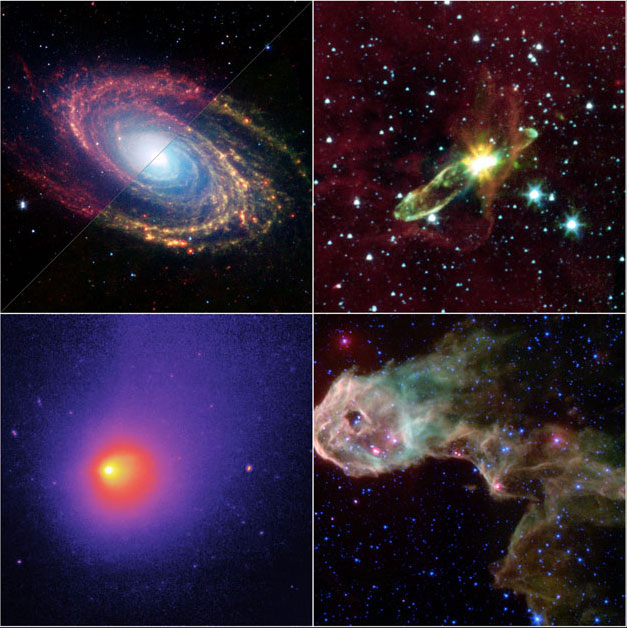
به ترتیب و ساعتگرد:بالا چپ:مسیه ۸۱٬جریان جاسازی شده از Herbig-Haro 46/47 protostar, IC1396، ستاره دنباله دار 29P/Schwassmann-Wachmann

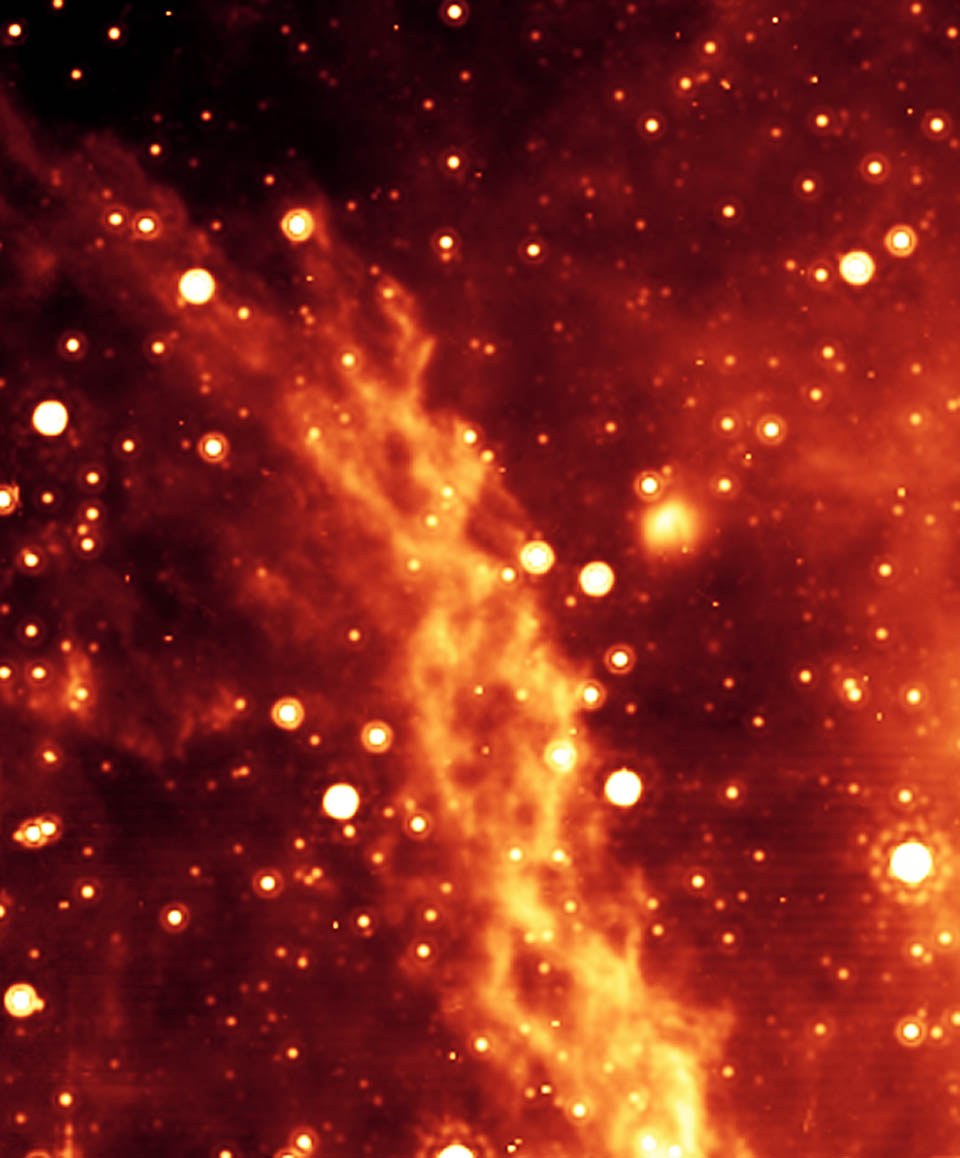
سحابی مارپیچ دوگانه مصنوعی، گفته می‌شود این سحابی در مرکز کهکشان و توسط یک پیچش مغناطیسی هزار بار قوی‌تر از مغناطیس خورشید ایجاد شده است.

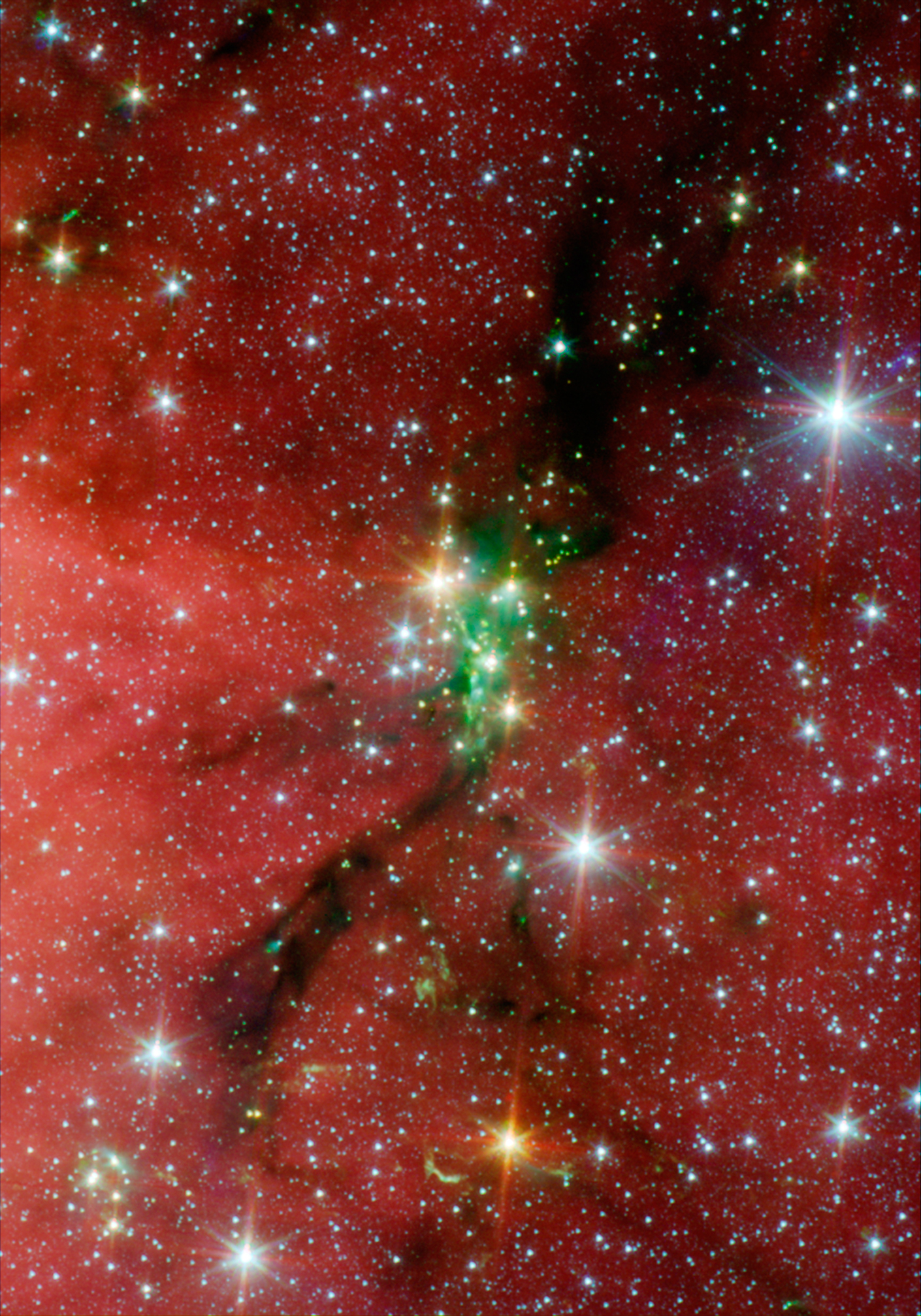
یک خوشه ستاره‌ای

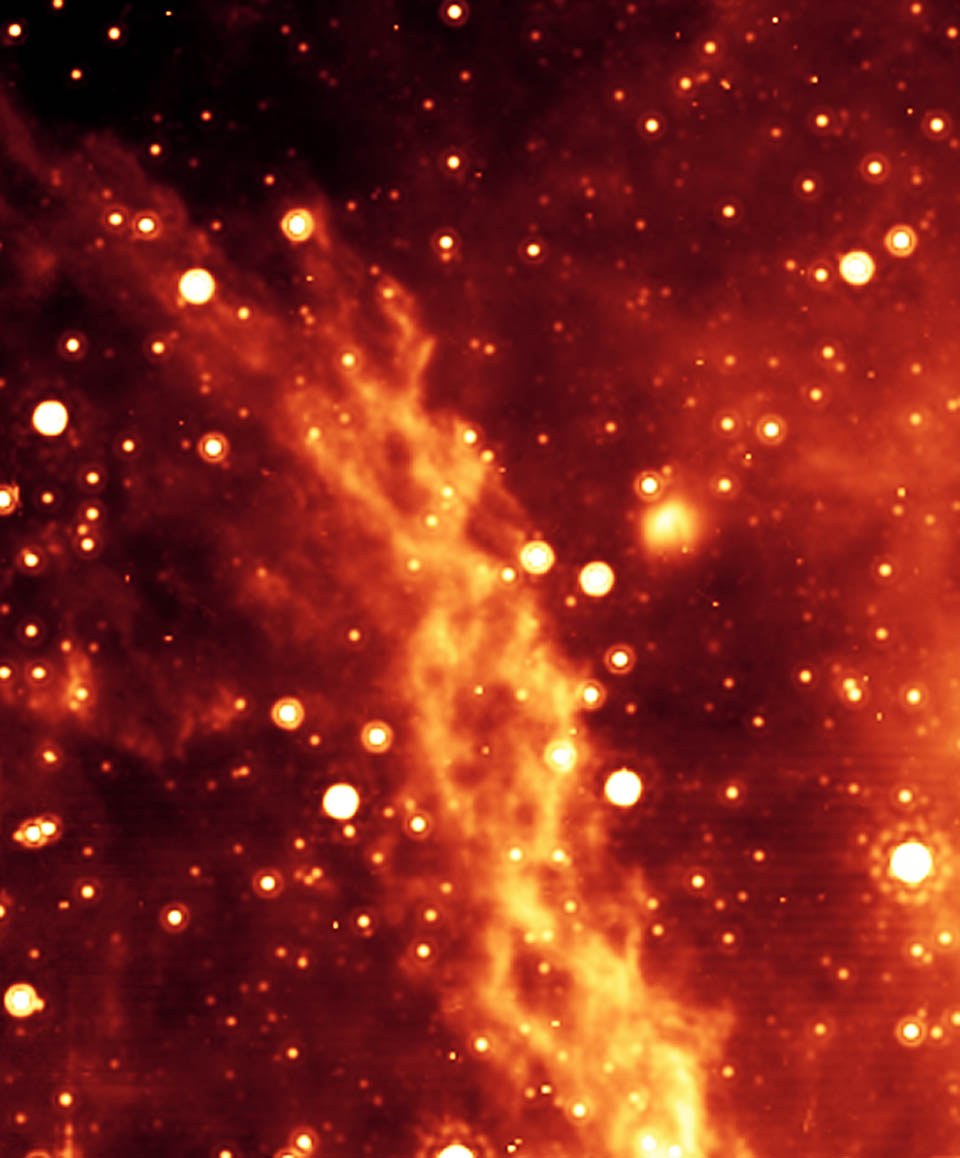
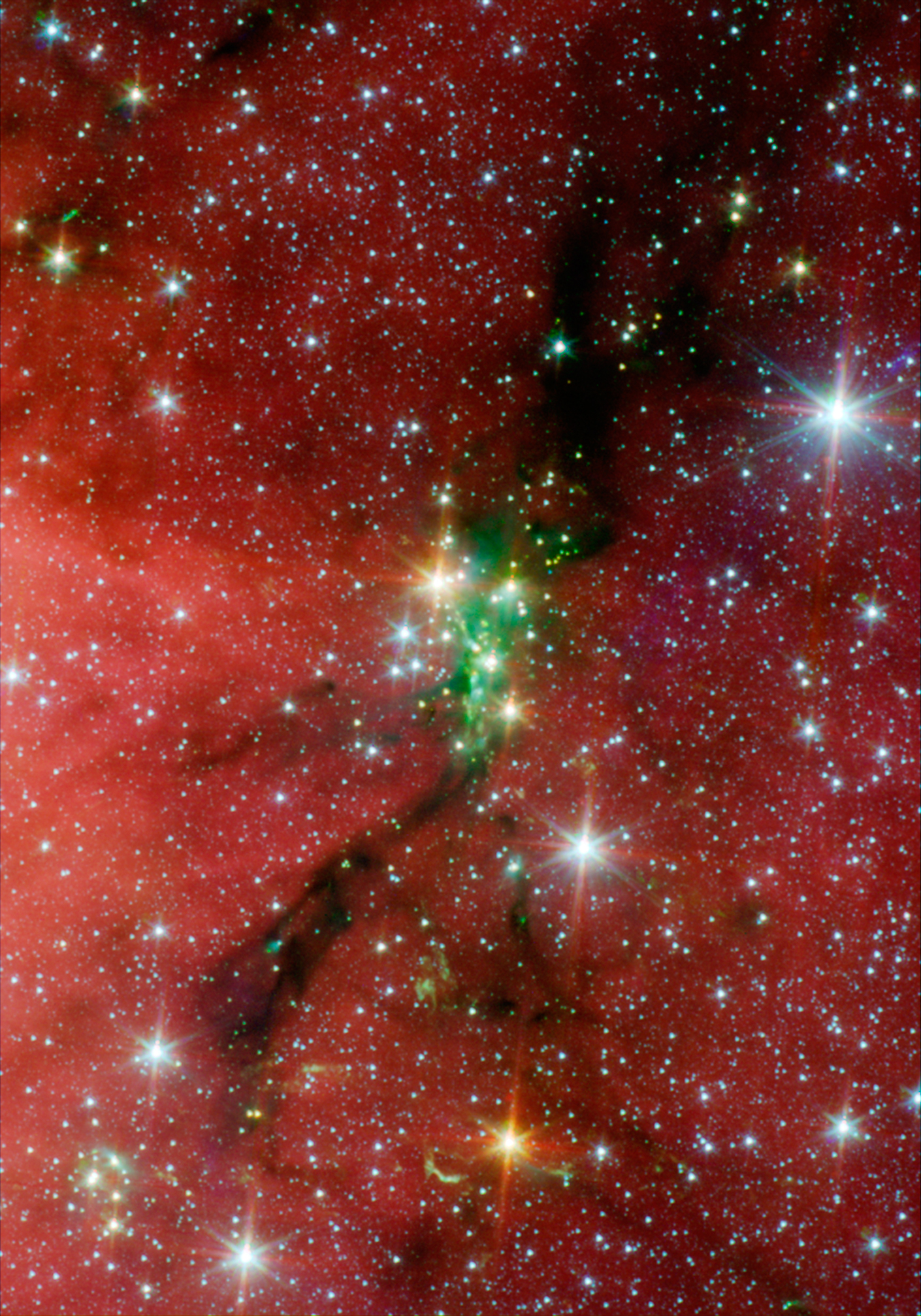
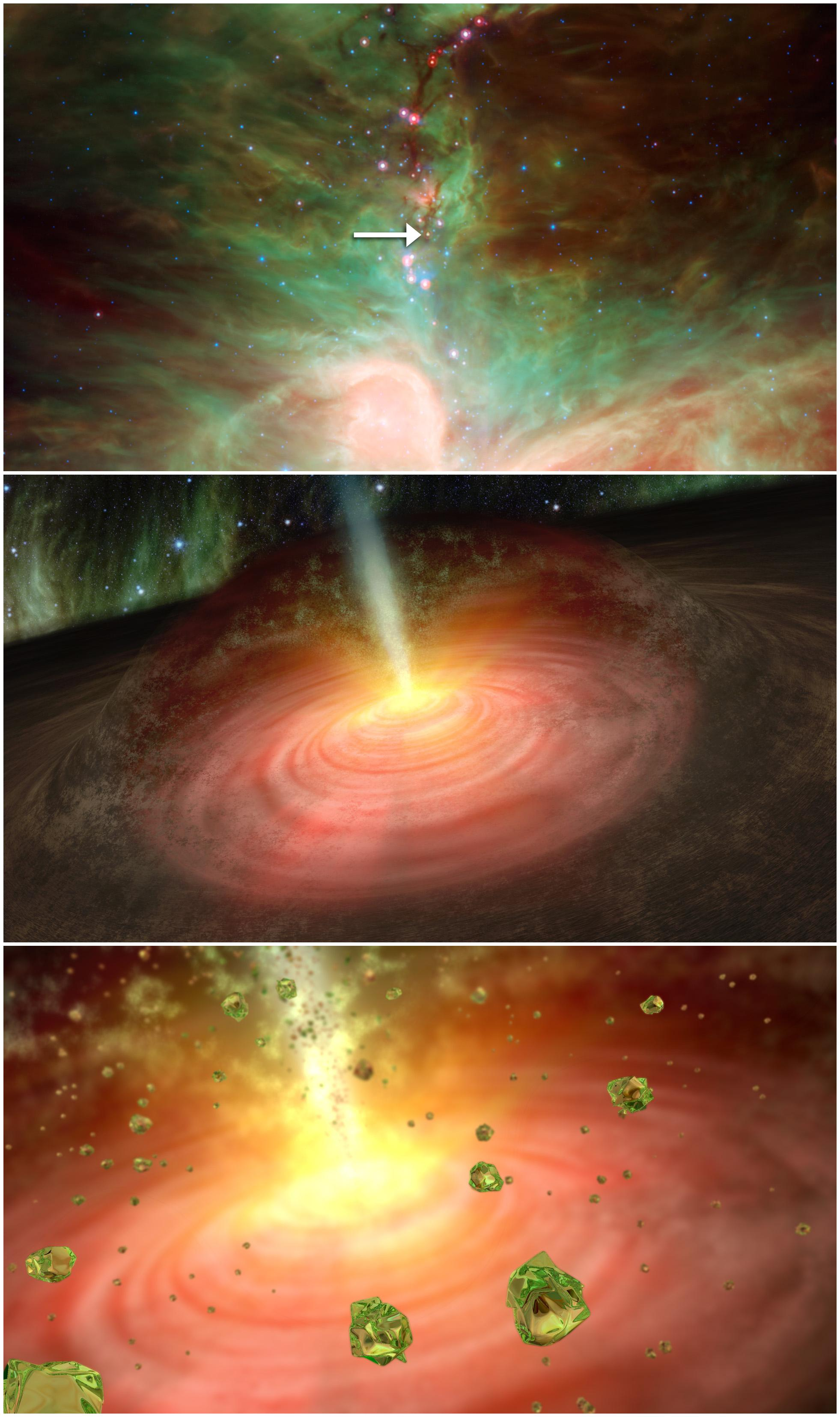